# Olive Yang
Olive Yang (em chinês: 楊金秀; pinyin: Yáng Jinxiu, também conhecida como Yang Kyin Hsiu, apelidada de "senhorita dos pés peludos" (nascida nos Estados shan, em 1927 – 13 de julho de 2017) foi a meia-irmã de São Edward Yang Kyein Tsai, o saopha (chefe) de Kokang, um estado existente na pós-independência da Birmânia, entre 1949 e 1959. Ela recebeu uma educação no Convento de Guardian Angel's, em Lashio, que à época despontava de grande interesse entre os nobres da Birmânia. Com a idade de 19 anos, ela organizou forças entre os étnicos kokang, apelidados de "Meninos da azeitona", um exército de mais de mil soldados e com controle consolidado nas rotas de comércio de ópio das terras altas da planície. Ela dominou o comércio de ópio em toda a região de Kokang, a partir do final da Segunda Guerra Mundial até o início dos anos 1960. Na década de 1950, após a derrota nacionalista e sua posterior expulsão da China continental, ela fez parceria com o Kuomintang (dominante em toda a República da China) para estabelecer rotas de comércio de ópio ao longo do Triângulo Dourado, uma região com mais de 950.000 km² e que se estende por quatro países do Sudeste asiático: Vietnã, Laos, Tailândia e Myanmar. Olive Yang conseguiu manter contato e parcerias na mais extensa área produtora de ópio na Ásia, com seus contatos de tráfico chegando até ao Afeganistão
De 1948 a 1950, ela foi casada com Twan Sao Wen, filho de um líder local em Tamaing. O casal teve um filho, Duan Jipu, (em chinês: 段吉卜), nascido em 1950. Duan Jipu seguiu carreira acadêmica, sendo atualmente um professor universitário em Chiang Mai, na Tailândia.
De 1950 até meados dos anos 1960, ela seguiu como comandante da "Kokang Kakweye" (Forças de Defesa do Povo). Ela era uma figura proeminente no tráfico de ópio e de comércio de ouro, estabelecendo controle total sobre a região fronteiriça entre Birmânia-Tailândia. Em 1962, Olive Yang foi presa junto de seu irmão, Jimmy, um membro do parlamento em Yangon, por parte das autoridades birmanesas. Ela foi acusada de tráfico de ópio e de chefiar organizações paramilitares em Kokang. Com sua prisão, o governo da Birmânia, retomou o controle sobre o território de Kokang, que passou a estar sob administração birmanesa. Ela foi levada para a prisão de Insein, em Yangon, de onde foi liberada em 1968.
Olive Yang também ficou conhecida por sua bissexualidade, e manteve casos amorosos com inúmeras mulheres, dentre as quais a atriz de cinema birmanesa Wah Wah Win Shwe. Suspeita-se também de seu envolvimento amoroso com outras mulheres atrizes, cantoras e também esposas de políticos. Após sua libertação, Olive Yang parece ter levado uma vida mais legal. Ela passou a desenvolver várias atividades em lar de caridades, trabalhando em conjunto com freiras, em Yangon. No final de 1980, ela foi recrutada por Khin Nyunt para ajudar nas negociações do cessar-fogo na Birmânia com grupos rebeldes étnicos.